# 満員御礼
満員御礼（まんいんおんれい）は、本場所の大相撲興行において入場者が一定の人数に達した時に出す表示。これは必ずしも満員である必要はなく、完全に満員になった場合は「札止め(ふだどめ)」と呼ばれる。転じて相撲に限らず、演芸場、野球場、イベント会場や公共施設、飲食店などで人が一杯の状態を「満員御礼」と表現することもある。

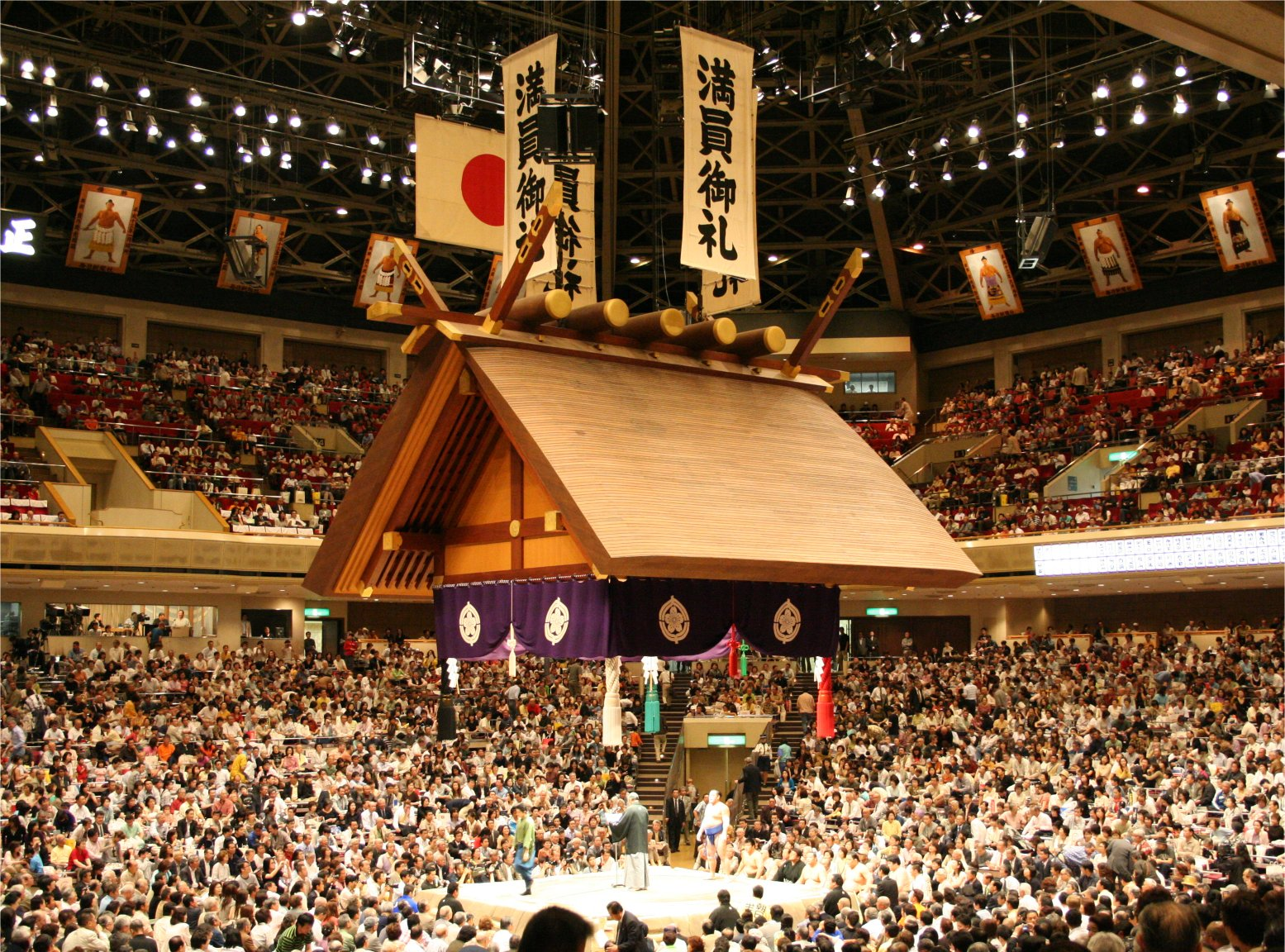
満員御礼の札（大相撲）

## 概要
十両の取組が終了して横綱土俵入りも終わった後、幕内取組の柝が入ると同時に土俵の屋根の上から東・西・正面・向正面に「満員御礼」の垂れ幕が天井から垂れ下り表示される。初日と千秋楽の場合は、中入り前の協会御挨拶（理事長挨拶）が終わると同時に表示される。初代両国国技館時代には、四本柱に滿員御禮と書かれた白い幕を巻いていた。その後蔵前国技館で四本柱が廃止されたことで、現在の垂れ幕形式となっている。
満員御礼となった場合には、大入袋が力士、大相撲関係者、報道関係者に配られる。大相撲の場合、その中身は現金で十円硬貨1枚が入っている。ちなみに戦前は十銭硬貨1枚が入っていた。

## 記録
これまでの満員御礼の連続記録は、1989年（平成元年）11月場所11日目から1997年（平成9年）5月場所2日目までの666日である。日本相撲協会の広報部は満員の基準に明確な基準はないと説明しているが、おおむね入場者数が定員の9割以上に達すれば満員御礼を出している。
なお、一時期は入場者数が定員の9割5分を超えても満員御礼を出さないなど厳密化していたこともあった。近年は特に11月場所において満員御礼が出にくくなっている。2011年の9月場所では、相撲離れにより入場者数が低迷。7日目の9月17日には、約75%の入場者数であったが「満員御礼」を出した。
2020年1月場所千秋楽を最後に満員御礼が出ていなかったが、2021年11月場所千秋楽で満員御礼を出している。